# Estelle
Kvindenavnet Estelle er et fransk navn, der svarer til det latinske Stella, som betyder "stjerne".

## Kendte personer med navnet Estelle
- Prinsesse Estelle af Sverige, svensk prinsesse
- Estelle, britisk sangerinde
- Estelle Nze Minko, fransk håndboldspiller